# پاتریارک نیکون
نیکون (به روسی: Ни́кон؛ زاده ۷ مه ۱۶۰۵ – درگذشت ۱۷ اوت ۱۶۸۱) هفتمین پاتریارک مسکو و تمام روسیه در کلیسای ارتدکس روسی بود که به‌طور رسمی از سال ۱۶۵۲ تا ۱۶۶۶ میلادی فعالیت کرد. او به دلیل قدرت سخنوری، انرژی، تقوا و روابط نزدیک خود با تزار الکسی یکم مشهور بود. نیکون اصلاحات زیادی ازجمله اصلاحات مذهبی انجام داد که در میان محافظه‌کاران روسی محبوبیت نداشت. این تقسیمات در نهایت منجر به انشعابی ماندگار شد که به نام راسکول در کلیسای ارتدکس روسیه شناخته می‌شود.

## اوایل زندگی
نیکون با نام نیکیتا مینین (به روسی: Никита Минин) به عنوان پسر یک کشاورز موردوین به نام مینا، در ۷ مه ۱۶۰۵ در روستای ولدمانوو در ۶۰ مایلی نیژنی نووگورود متولد شد. مادرش بلافاصله پس از تولد او فوت کرد و پدرش دوباره ازدواج کرد. نامادری تازه‌اش با او خوش‌رفتار نبود. نیکون خواندن و نوشتن را نزد کشیش محله‌اش آموخت و در سن ۱۲ سالگی از خانه به صومعه ماکاریف فرار کرد که تا سال ۱۶۲۴ به عنوان یک تازه کار در آنجا ماند. سپس، به اصرار پدر و مادرش به خانه بازگشت، ازدواج کرد و در روستای مجاور کشیش محل شد.
توانایی نیکون در سخنوری توجه برخی از بازرگانان مسکو را که به دلیل یک نمایشگاه تجاری معروف در محوطه صومعه ماکاریف به آن منطقه می‌آمدند، جلب کرد. آنها از نیکون دعوت کردند تا به عنوان کشیش در یک محله پرجمعیت در پایتخت خدمت کند. نیکون نیز حدود ده سال در آنجا خدمت کرد. در سال ۱۶۳۵، سه فرزند کوچک وی ناگهان مردند. او آن را نشانه مشیت الهی دید و تصمیم گرفت راهب شود. نیکون ابتدا همسرش را متقاعد کرد که حجاب کند و سپس خود را به آرامگاهی متروک در جزیره آنزرسکی در دریای سفید کشید. او پس از راهب شدن بود که نام «نیکون» (به روسی: Ни́кон) را برای خود برگزید.
در سال ۱۶۳۹، او با کشیش مافوق خود نزاع کرد و با قایق از صومعه گریخت. طوفانی در گرفت و قایق او به ساحل جزیره کیی برده شد؛ جایی که او بعداً یک صومعه بزرگ را در آنجا تأسیس کرد. نیکون سرانجام به صومعه کوژئوزرسکی، در اسقف‌نشین نووگورود رسید که در آن راهب شد.

## ملاقات با تزار و مقام مطران
نیکون در مقام رسمی خود در سال ۱۶۴۶ از مسکو دیدن کرد و طبق رسوم آن زمان به تزار جوان الکسی یکم ادای احترام کرد. الکسی که نسبتاً وارسته بود، کاملاً تحت تأثیر نیکون قرار گرفت و او را به عنوان ارشماندریت صومعه مهم نووسپاسکی در مسکو منصوب کرد. این صومعه به ویژه با خاندان رومانوف مرتبط بود.
نیکون درحالی‌که در صومعه نووسپاسکی خدمت می‌کرد به عضویت انجمن زیلوت‌های تقوا درآمد. آنان گروهی از افراد کلیسایی و سکولار بودند که در اواخر دهه ۱۶۳۰، شروع به جمع شدن در اطراف استفان وونیفاتیف، رهبر روحانی تزار الکسی کردند. به دنبال عصر مشکلات، اعضای انجمن بر این باور بودند که مشکلات آن زمان مظهری از خدای خشمگین از بی‌دینی مردم روسیه بود. این گروه خواستار تولد دوباره مذهب ارتدوکس روسیه و تجدید تقوای مذهبی توده‌ها بودند.
در سال ۱۶۴۹، نیکون مطران ولیکی نووگورود شد. در آنجا امتیازات خاصی به او داده شد. در دوران تصدی او، شورش در نووگورود شروع شد و نیکون توسط اوباش به شدت مورد ضرب و شتم قرار گرفت. با این وجود، او با رهبری یک راهپیمایی مذهبی علیه آشوبگران، توانست مسائل را به صورت مسالمت‌آمیز حل کند.

## مقام پاتریارک و فعالیت‌ها

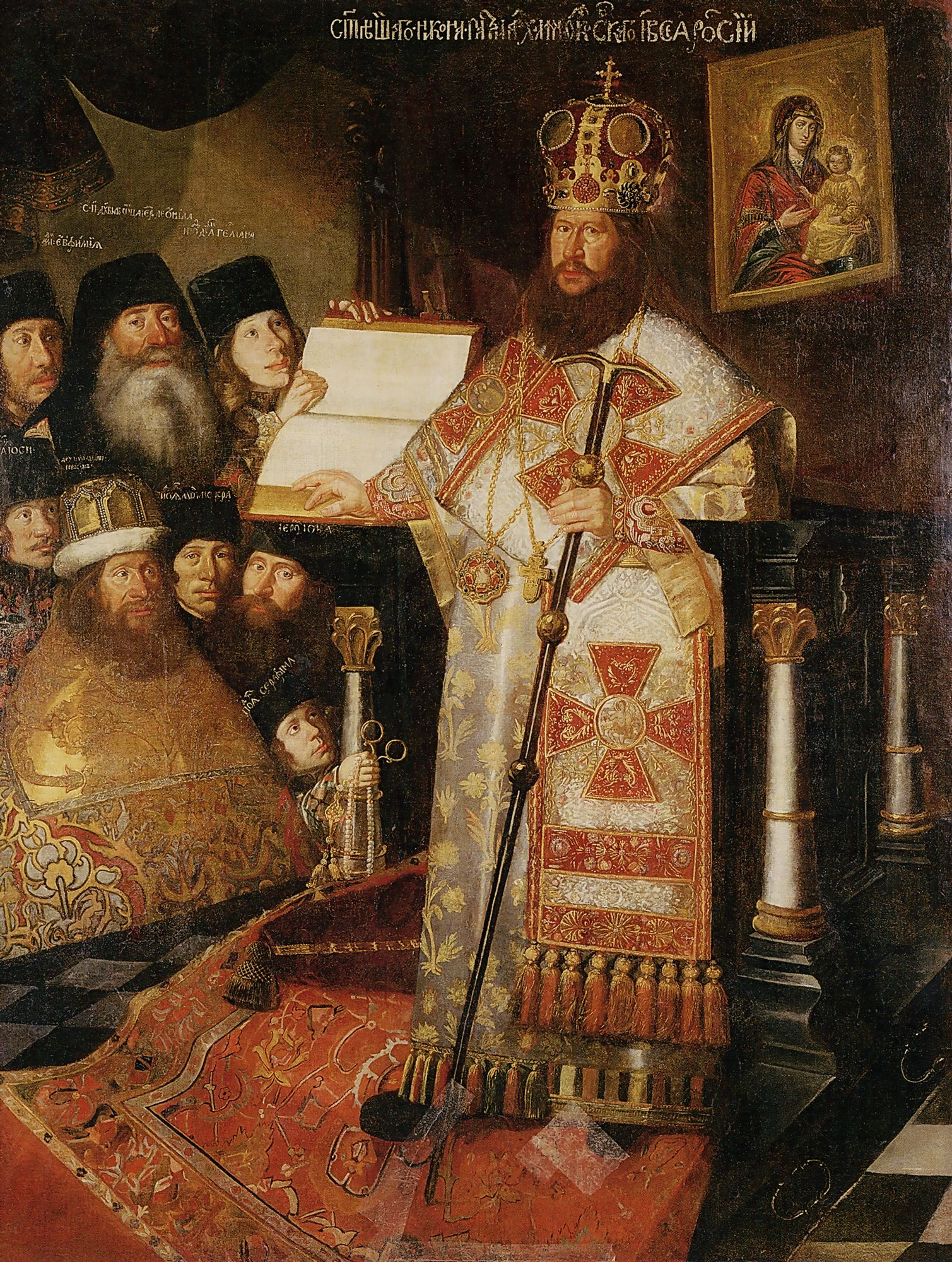
پرتره نیکون همراه با روحانیون

در ۱ اوت سال ۱۶۵۲، نیکون به عنوان پدرسالار یا پاتریارک مسکو انتخاب شد. نیکون می‌دانست که در میان اشراف آن‌چنان محبوب نیست و از این‌رو، چندین بار این پیشنهاد را رد کرد. نیکون به دشواری و تنها پس از آن که بویارها و خود تزار در مقابلش به زانو افتادند این مقام را پذیرفت.
هنگامی که نیکون منصوب شد، اصلاحات کلیسایی از قبل در حال اجرا بود. تعدادی از بزرگان کلیسایی که به حزب پروتوپاپ‌ها معروف هستند، مسئولیت بازنگری کتاب‌های کلیسایی را که توسط پدرسالار فقید جوزف تنظیم شده بود و چند اصلاح جزئی دیگر در برخی از مراسم باستانی را در دست داشتند؛ اما آن‌ها کم‌جرئت‌تر از آن بودند که واقعاً کار مؤثری انجام دهند. ولی نیکون اصلاحات جسورانه‌ای را آغاز کرد. او با دانشمندترین روحانیون یونانی در خارج از کشور گفت و گو و آنها را به یک مناظره در مسکو دعوت کرد و سرانجام دانشمندان قسطنطنیه و کیف، نیکون را متقاعد کردند که کتاب‌های خدمات مسکووی هترودوکسی هستند و تمثال‌هایی که واقعاً مورد استفاده قرار می‌گرفتند، بسیار از مدل‌های باستانی قسطنطنیه دور شده‌اند و عمدتاً با تأثیرات باروک فرانک و لهستانی (اروپا غربی) آغشته بودند. نیکون استفاده از این تمثال‌های جدید را به شدت مورد انتقاد قرار داد. او دستور داد تا خانه به خانه مردم را جستجو کنند و سربازان و خادمانش چشمان بدعت‌گذاران گمراه را درآورند و سپس آنها را به تمسخر در شهر بگردانند. او همچنین یک فرمان دولتی صادر کرد و تمام کسانی را که جرأت ساختن یا استفاده از چنین تمثال‌هایی در آینده را در سر داشتند با شدیدترین مجازات‌ها تهدید کرد.

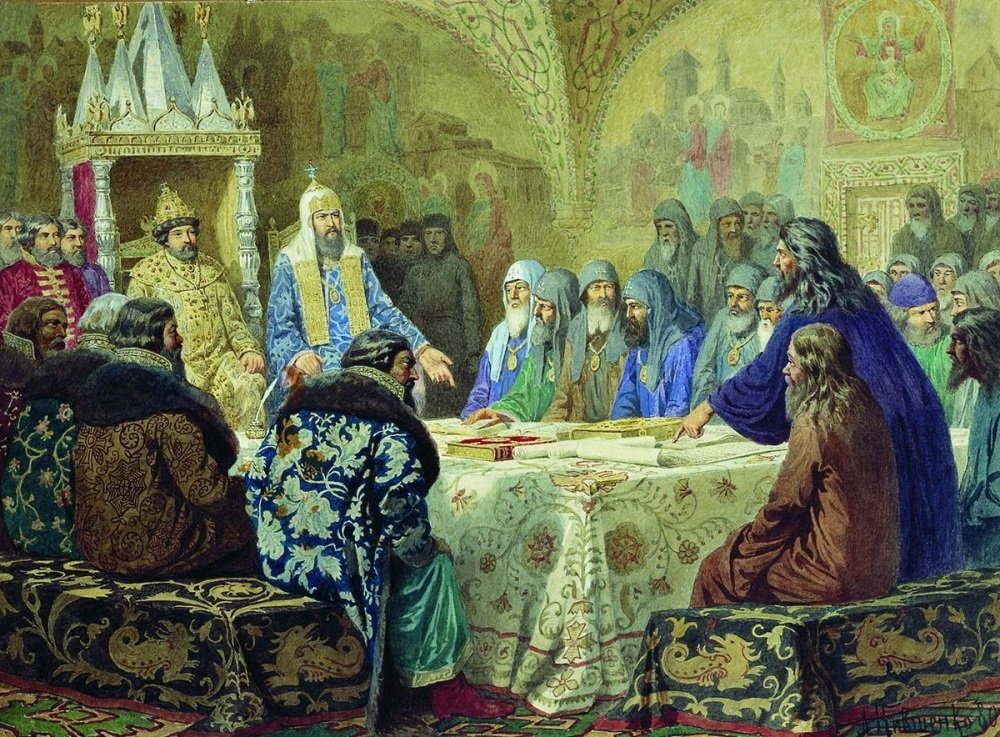
نگاره «پاتریارک نیکون در حال تجدید نظر در کتاب‌های دینی» اثر الکسی کیوشنکو

ماموریت بعدی این بود که مشخص شود کتاب‌های دینی مسکووی به اعتباری متفاوت از آثاری در زمان نیکون توسط یونانیان استفاده می‌شد تعلق دارند و کتاب‌های مسکووی اصلاح‌نشده در واقع قدیمی‌تر و قابل احترام‌تر از کتاب‌های یونانی‌ای بودند که در طول قرن‌ها مورد دست‌برد‌های متعددی قرار گرفته بودند، و جدیدتر و دارای نوآوری بودند.
در سال ۱۶۵۴، نیکون مجمعی را برای بررسی مجدد کتاب‌های خدماتی که توسط پاتریارک جوزف مسکو اصلاح شده بود فراخواند و اکثریت مجمع تصمیم گرفتند که «باید از سنت یونانیان پیروی کرد تا از سنن خودمان». شورای دومی که در سال ۱۶۵۶ در مسکو برگزار شد، تجدید نظر در کتب دینی را طبق پیشنهاد شورای نخست تأیید کرد و اقلیت مخالف را که شامل حزب پروتوپاپ‌ها و اسقف پاول بود، مورد تحقیر قرار داد. این اصلاحات با طاعون بزرگ در سال ۱۶۵۴ مصادف شد.
ساخت کلیساهای خیمه مانند (که کلیسای جامع سنت باسیل نمونه بارزی از آن است) به شدت ممنوع گشت و بسیاری از کلیساهای قدیمی غیر متعارف تخریب شدند تا راه را برای کلیساهای جدید باز کنند که به سبک «بیزانسی قدیم» طراحی شده بودند. این بی‌رحمی تا حد زیادی توضیح می‌دهد که چرا از آن زمان کینه‌ای غیرقابل جبران در میان گروهی که بعدها باورمندان کهن نام گرفتند، نیکون و همه آثارش را در بر گرفت.
پاتریارک نیکون صومعه‌های بزرگ بسیاری تأسیس کرد که از میان آنها، می‌توان به صومعه والدی ایورسکی، صومعه اورشلیم جدید و صومعه جزیره کیی اشاره کرد. او صومعه‌های باشکوهی را که ساخته بود با کتابخانه‌هایی ارزشمند غنی کرد. فرستادگان او مسکووی و مشرق‌زمین را برای یافتن دست نوشته‌های گرانبهای یونانی و اسلاوونی، اعم از مقدس یا نامقدس جست‌و‌جو کردند. 

## قدرت سیاسی

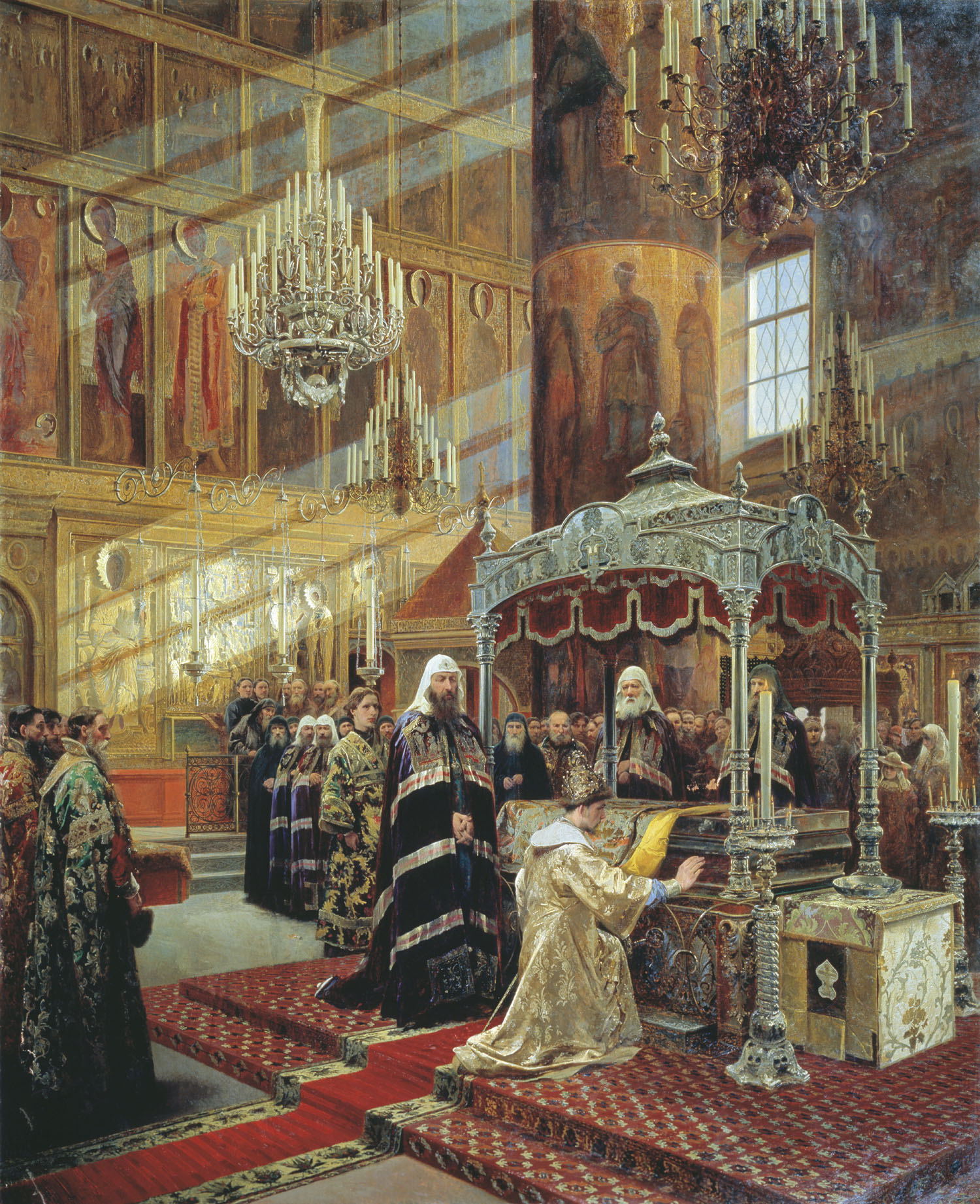
نگاره‌ای از تزار الکسی جوان همراه با پاتریارک نیکون در حال دعا در آرامگاه متروپولیتن فیلیپ، اثر الکساندر لیتوفچنکو در ۱۸۸۶م؛ نیکون متروپولیتن فیلیپ را تقدیس و مقبره‌اش را برای یادآوری جنایاتی که تزارها علیه کلیسا مرتکب شده بودند به کرملین مسکو منتقل کرد.

از سال ۱۶۵۲ تا ۱۶۵۸، نیکون نه در حد وزیر بلکه در واقع همکار تزار بود. او هم در اسناد عمومی و هم در نامه‌های خصوصی مجاز به استفاده از عنوان سلطنتی بود؛ این امر به ویژه در طول جنگ روسیه با دولت مشترک‌المنافع لهستان–لیتوانی در خلال سال‌های ۱۶۵۴–۱۶۶۷، زمانی که تزار با ارتش خود از پایتخت دور بود آشکار است. در سال ۱۶۵۴، تزار درحالی‌که لشکرکشی بزرگش را آغاز می‌کرد، نیکون را به عنوان حاکم موقت اصلی منسوب کرد. بدیهی است که این امر باعث ایجاد نارضایتی قابل توجهی در بین بویارهای سطح بالا شد.
نیکون ماموریت خود را برای حذف کلیسا از قدرت سکولار و جدا کردن دائمی آن از دولت قرار داد. او اعتقاد داشت که کلیسا و دولت باید در هماهنگی و در عین حال جدا از یکدیگر کار کنند. وی تصریح کرد که «دو شمشیر اقتدار وجود دارد، یکی معنویت و دیگری سکولاری» و «اسقف اعظم از تزار بالاتر است». او همچنین به دنبال سازماندهی کلیسا تحت کنترل کامل پدرسالار با سلسله مراتبی مشابه دولت بود. در یادداشت شخصی، نیکون و الکسی پیوند خود را به رسمیت شناختند، زیرا تزار پدرخوانده پاتریارک را پدرخوانده همه فرزندانش کرد.
نیکون به ویژه در سال ۱۶۴۹ به قانون کلیسای جامع (به روسی: Соборное уложение) اعتراض کرده بود؛ قانونی که طبق آن جایگاه روحانیت کاهش می‌یافت، مالیات از اراضی خانقاه‌ها به نفع دولت استفاده می‌شد و کلیسا را عملاً مطیع دولت می‌کرد. اقدامات نیکون انبوهی از دشمنان را علیه‌اش برانگیخت و تا تابستان ۱۶۵۸، آنها الکسی را متقاعد کردند که «پاتریارک مقتدر» در حال تحت‌الشعاع قرار دادن «تزار مستقل» است. الکسی از آن وقت نسبت به نیکون که او را دوست صمیمی صدا می‌کرد، سرد شد.
نیکون در سال ۱۶۵۸، شاید به این امید که اهمیت و ضرورت وجود خود را نشان دهد، مقام پدرسالاری‌اش را علناً کنار گذاشت و به صومعه اورشلیم جدید رفت که خودش آن را در ۴۰ کیلومتری غرب مسکو تأسیس کرده بود؛ اما او در واقع به‌طور رسمی از سمت خود استعفا نداد.

## سقوط

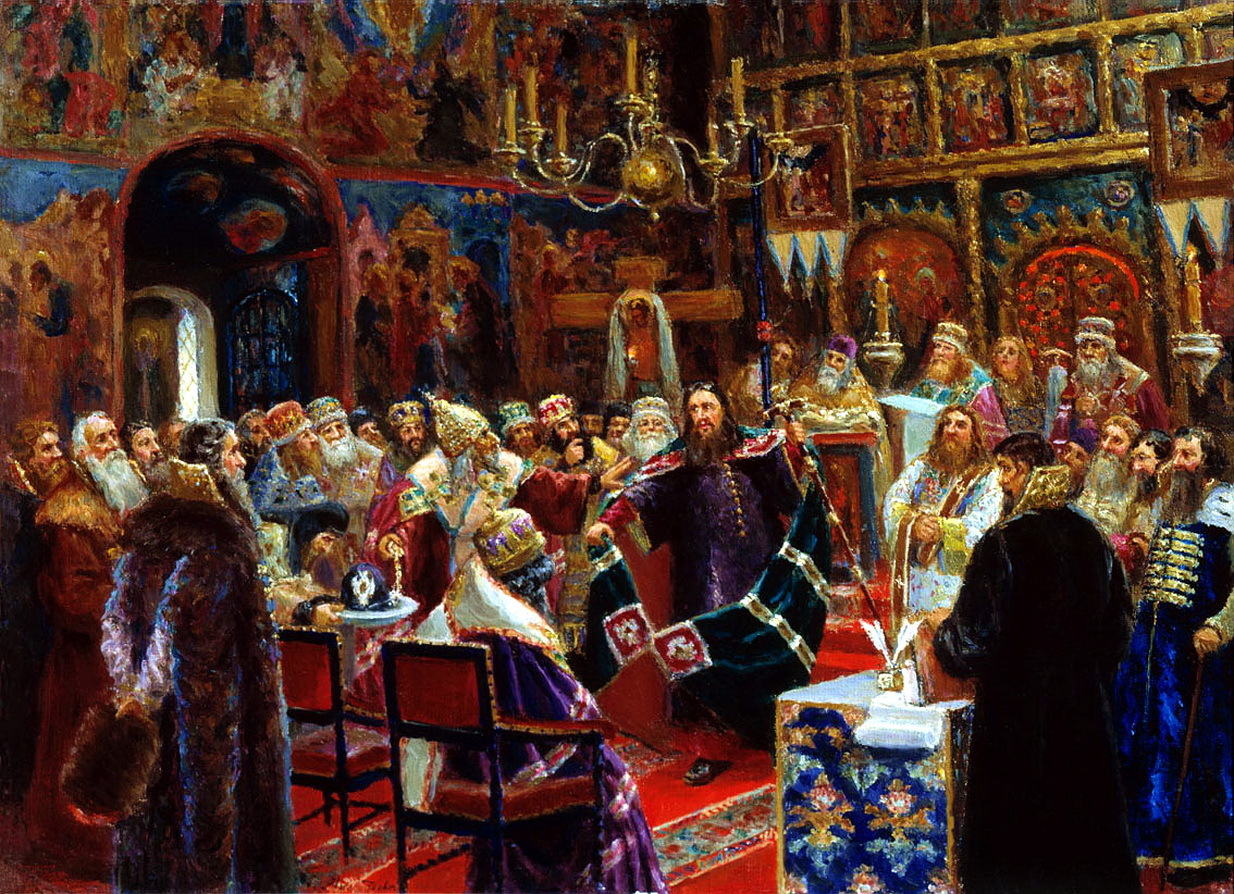
نگاره «مجلس عزل پاتریارک نیکون» اثر سرگی میلورادوویچ در ۱۸۸۵م

برای نزدیک به دو سال، تزار الکسی و نیکون بیگانه ماندند و اخلاف میان آنها حل نشد. در فوریه ۱۶۶۰، مجمعی در مسکو برگزار شد تا یک پاتریارک جدید برای دولت انتخاب شود که در آن حال تقریباً دو سال بود که متصدی نداشت. مجمع تصمیم گرفت نه تنها یک پدرسالار جدید منصوب شود، بلکه پاتریارک نیکون نیز، هم رتبه اسقف‌نشینی و هم فرمان‌های کشیشی خود را از دست بدهد.
با این حال، اپیفانیوس اسلاوینتسکی، کارشناس بزرگ کلیسایی، علیه بخش دوم تصمیم مجمع، جداً اعتراض کرد و در نهایت کل تحقیق به هم ریخت. تزار تمایلی به اجرای احکام «مجمع عمومی» نداشت؛ زیرا از اعتبار کلیسایی آن مطمئن نبود. برای شش سال دیگر کلیسای ارتدکس روسی بدون پاتریارک باقی ماند. هر سال مسئله نزول نیکون پیچیده‌تر و گیج‌کننده‌تر می‌شد. تقریباً با تمام محققان ارتدوکس شرقی آن دوره در مورد این موضوع مشورت شد و هیچ دو تن آنها با یکدیگر موافق نبودند. سرانجام این موضوع به یک کلیسای پان-ارتدکس سپرده شد.
در دسامبر ۱۶۶۷، نیکون توسط مجمعی از مقامات کلیسایی معروف به «سینود بزرگ مسکو» محاکمه شد که ریاست آن را گروهی عظیم از پاتریارک‌ها و اسقف‌های روسی و خارجی بر عهده داشتند. به گفته رابرت ماسی، نیکون در طول این دادرسی قاطعانه از اعتقاد خود مبنی بر اینکه اقتدار و قدرت کلیسا تعالی است و باید باشد، دفاع کرد. با این حال، نیکون اصرار داشت که این قدرت کلیسا فقط در مسائل کلیسایی باید عالی باشد.
در ۱۲ دسامبر ۱۶۶۷، سینود نیکون را به دلیل توهین به تزار و کل کلیسای مسکووی، برکناری غیرقانونی پاول، اسقف کلومنا و ضرب و شتم و شکنجه وابستگانش، مجرم اعلام کرد. حکم او محرومیت از تمام فعالیت‌های مقدسش بود. از آن پس، او صرفاً به عنوان «راهب نیکون» شناخته می‌شد. در همان روز، او را در سورتمه سوار کردند و به عنوان زندانی به صومعه شمالی فراپونتوف فرستادند. با این همه، همان شورایی که او را برکنار کرده بود تمام اصلاحات او را تأیید کرد و همه کسانی مانند آواکوم را که از پذیرش آنها امتناع کردند، تحقیر کرد.

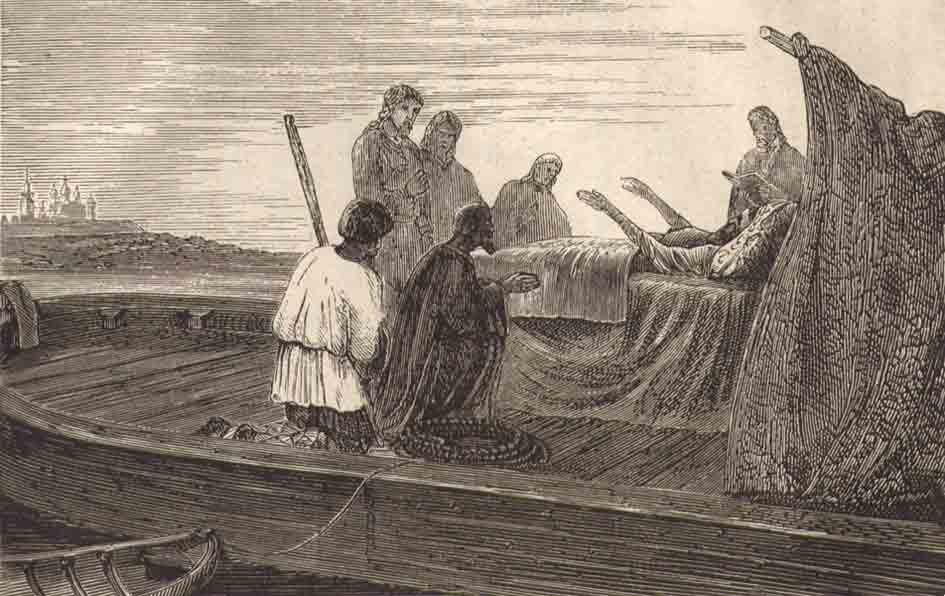
نگاره‌ای از لحظه مرگ نیکون در قایق در نزدیکی مسکو

نیکون از سوی تزار الکسی که چیزی از صمیمیت قدیمی با او در سال ۱۶۷۱ از سر گرفته شده بود، جان سالم به در برد. در سال ۱۶۸۱، تزار جدید فیودور سوم، با شنیدن این خبر که نیکون در حال مرگ است، به او اجازه داد که به مسکو بازگردد و با عفو جزئی در خانه سابق خود، صومعه اورشلیم جدید، دفن شود. اما سرانجام نیکون در طول مسیر، در ۱۷ اوت ۱۶۸۱ و پس از عبور از رودخانه کوتوروسل، در یاروسلاول درگذشت.

## ارزیابی

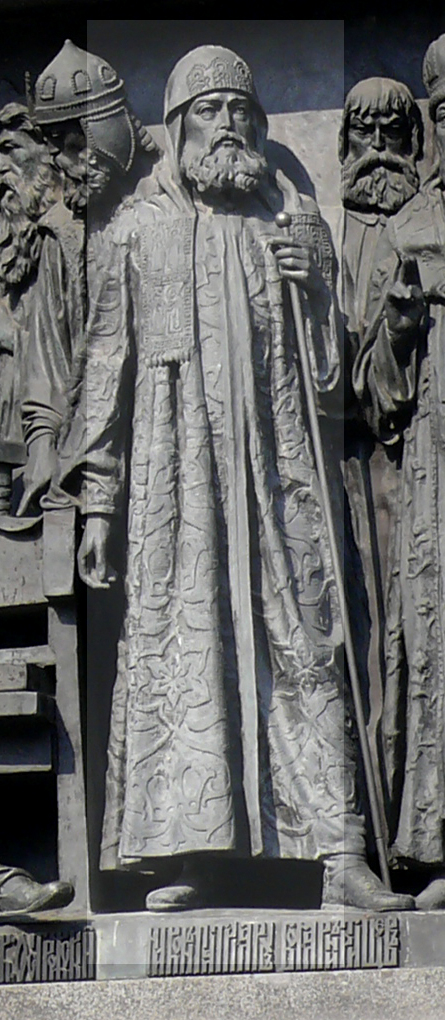
تندیس یادبود نیکون در بنای هزاره روسیه در ولیکی نووگورود

برای سال‌های متمادی، پاتریارک نیکون غالباً یک شخصیت سیاسی مسلط بود که قدرتش با تزار برابری می‌کرد یا قادر به تحت‌الشعاع قرار دادن او بود. اصلاحات نیکون دین در روسیه را برای همیشه تحت تأثیر قرار داد و باعث شد مردمی که مخالف دستاوردهای او بودند باورمندان کهن نام بگیرند که تا امروز در جایگاه یک اقلیت مذهبی وجود دارند. فعالیت‌های او باعث شد تا به عنوان یکی از مشهور‌ترین و تأثیرگذار‌ترین پاتریارک‌های تاریخ روسیه ماندگار شود. تندیس یادبودی از نیکون در بنای هزاره روسیه در ولیکی نووگورود قرار دارد.